# 麥洛維機場
麥洛維機場是一座位於蘇丹麥洛維的機場。關鍵設施在2006年完工後，現在機場取代了向西3（1.9英里）的較小的麥洛維鎮機場。
新麥洛維機場曾接待過蘇丹空軍的噴氣式戰鬥機，但沒有駐紮任何全職單位。
本機場在2023年蘇丹衝突期間遭到襲擊，快速支援部隊在這裡俘虜了正在與蘇丹進行聯合軍事演習的埃及士兵。

## 外部連結
- OurAirports - Sudan （页面存档备份，存于）
- Merowe （页面存档备份，存于）